# Двуречанский национальный природный парк
 Национа́льный приро́дный парк «Двуреча́нский» — государственная природоохранная, научная, рекреационная организация, которая располагается в северо-восточной части Харьковской области, в Купянском районе. Парк выполняет функцию изучения, сохранения и воспроизводства уникальных природных меловых комплексов, расположенных вдоль правого берега реки Оскол.

## История создания Парка
Уникальность флоры меловых отложений с давних времён привлекала внимание исследователей. Ещё в XVIII веке известный исследователь Пётр-Симон Паллас отметил необходимость её изучения. Впервые описание меловой флоры было приведено в работах выдающихся ботанико-географов: О. М. Краснова (1893 г.), В. И. Талиева (1905 г.), Д. С. Литвинова (1902 г.), Е. М. Лавренко (1956 г). В 30-х годах прошлого столетия выдающийся исследователь меловых отложений Б. М. Козо-Полянский предлагал создать в Поосколье заповедник для сохранения растительности, распространенной на меловых отложениях.
Целевые экспедиционные работы по изучению видового состава начались только в 2001 году, и продолжались на протяжении практически 10 лет. Они были проведены силами преподавателей и студентов университета им. В. Н. Каразина во главе с профессором кафедры зоологи и экологии животных, доктором биологических наук В. А. Токарским. Результатом исследований стало обнаружение уникальных для всего мира биоценозов. В 2002 году был разработан Проект создания Национального природного парка «Двуречанский», который внесли в Природоохранную программу улучшения экологического состояния в Харьковской области. В мае 2002 года Проект создания был утвержден на сессии областного совета. В последующие несколько лет (с 2002 по 2004 г.г.) проводились экспедиционные выезды, направленные на определение границ, а также изучение флоры и фауны будущего Парка.
11 декабря 2009 года согласно Указу Президента Украины № 1044 был создан Национальный природный парк «Двуречанский». Целью создания стало сохранение своеобразной меловой флоры, воссоздание и рациональное использование ценных природных территорий и объектов лесостепной зоны, которые имеют большое природоохранное, рекреационное и культурно-просветительское значение.

## Расположение, территория и функциональное зонирование Парка
Национальный природный парк «Двуречанский» расположен в Купянском районе Харьковской области и находится в пределах Двуречанской поселковой общины. С севера территория Парка подходит к государственной границе с Российской Федерацией. В окрестностях Парка находятся несколько населённых пунктов. Территория тянется единым массивом в долине реки Оскол между сёлами Новомлынск (на юге), Красное Первое (на востоке), Петровка, Пески (на западе) и Тополи (в северной части).
Общая площадь Парка составляет 3131,2 гектара. Из них 658,8 га предоставлены в постоянное пользование, а 2472,4 га — входят в территорию Парка без изъятия у землепользователей.
Функционально Парк разделен на следующие зоны:
- Заповедная (548,4 га, что составляет 17,51 % общей площади);
- Хозяйственная (1791,3 га — 57,2 %);
- Зона регулируемой рекреации (721,1 га — 23,02 %);
- Зона стационарной рекреации (70,4 га — 2,24 %).

Для каждой из зон определен свой режим природопользования.
В заповедную зону Парка входят два ботанических заказника местного значения: «Красное» и «Конопляное».
Заказник «Красное» был создан в 1984 году, его площадь составляет 49,8 га. Он расположен на меловых склонах правого берега реки Оскол, возле с. Красное Первое. Среди представителей флоры заказника много реликтовых, эндемичных и редких видов растений: для Харьковской области — около 15 видов являются редкими, 4 вида занесены в Европейский Красный список, 5 видов — в Красную книгу Украины.
Заказник «Конопляное» был создан в 1998 году. Его площадь составляет 315,9 га. Расположен между сёлами Тополи и Каменка. Это уникальное место произрастания редких и исчезающих растительных сообществ меловых степей, внесённых в Зелёную книгу Украины. Среди представителей флоры заказника 6 видов внесены в Европейский Красный список, 4 вида — в Красную книгу Украины, 7 видов — в Красные списки Харьковщины.

## Природные условия
Рельеф Парка довольно разнообразен. Изюминкой являются меловые горы, которые единым массивом тянутся с северо-востока на юго-запад, вдоль русла р. Оскол. Это часть так называемого «мелового плеча», который расположен по линии Волчанск — Купянск — Сватово.
Украшение Парка — река Оскол — вторая по величине в области и самый крупный левый приток Северского Донца. 24-километровый участок её русла входит в территорию Парка. Склоны очень отличаются: правый крутой, высокий, а левый наоборот, более пологий. В долине реки развито террасирование. Тут встречается три типа: пойменные, песчаные и степные (лесные).
Также, на территории Парка протекает несколько ручьёв, левобережных притоков р. Оскол, встречается несколько стариц и лиманных озёр.
Преобладающим является склоновый тип местности, который характеризуется наличием балок с донными оврагами, песчаных степей и боров, заливных лугов, байрачных лесов. Не стоит забывать и об открытых меловых обнажениях. Вследствие донной эрозии (ведь 22 млн лет назад на этом месте было палеогеновое море), возникли многочисленные яры и логи.

## Флора Парка и её ценность
Национальный природный парк «Двуречанский» уникален для Украины. Благодаря тому, что меловые склоны сохранились в относительной неприкосновенности, здесь остались эндемические представители растительности.
В целом, на территории Парка по состоянию на начало 2018 года насчитывается 974 видов высших растений, низших растений и грибов.
Среди 799 видов высших сосудистых растений 47 видов — мохообразные, 2 вида относится к хвощевидным , 3 — к папоротниковидным, 3 — к голосеменным, 742 вида — к покрытосеменным. Так как исследования продолжаются, на данный момент известно про 63 вида лишайников, 8 видов водорослей и 104 вида грибов.
Есть такие представители флоры Парка, которые были внесены в официальные охранные списки разного уровня, от украинских до всемирных. Некоторые находятся в нескольких списках одновременно. Общее количество видов, которые подлежат охране, составляет 107 видов растений и 1 вид лишайников.
Сосудистые растения, внесённые в охранные списки разного уровня:

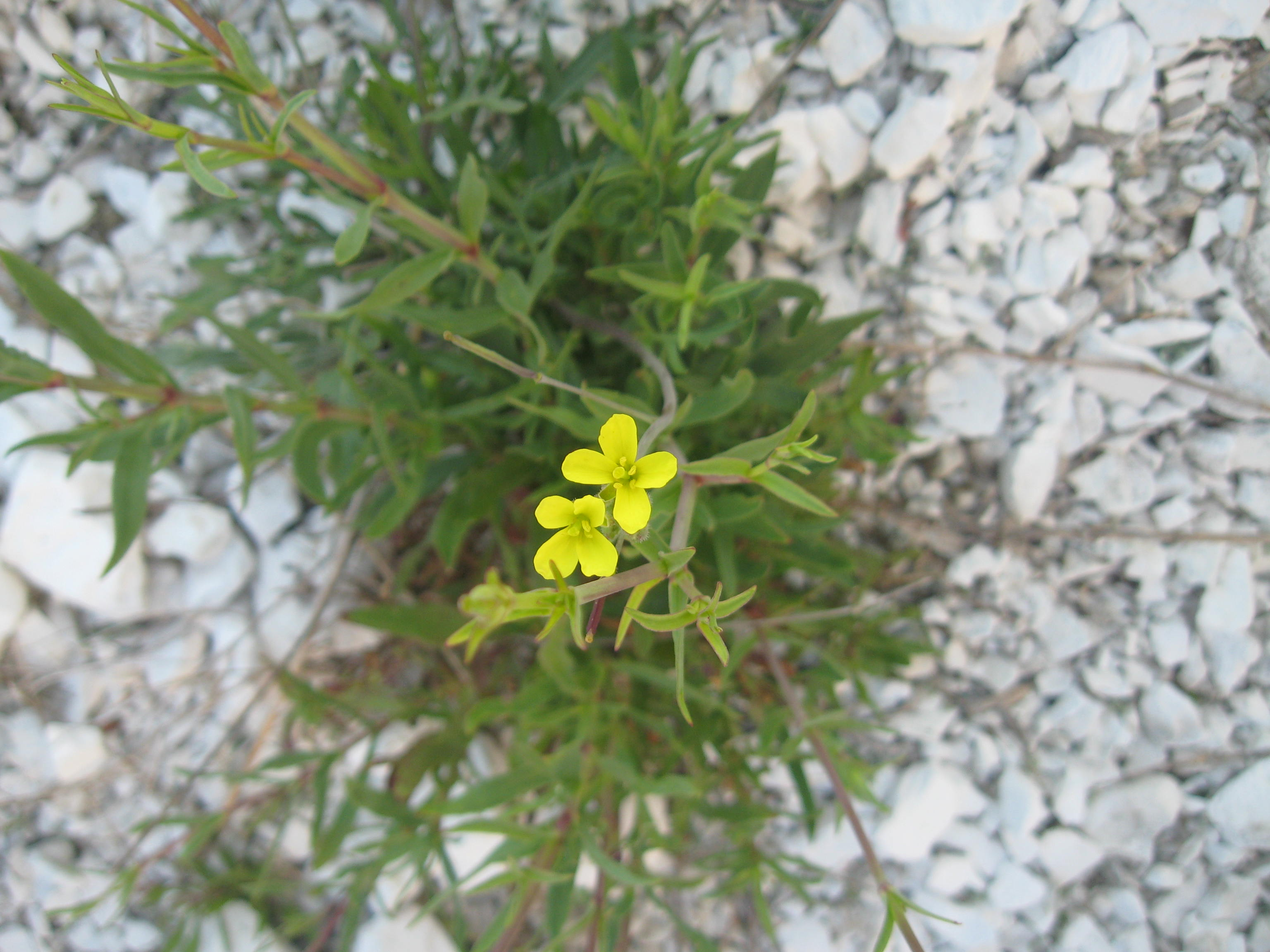
Двурядка меловая

1. 76 видов внесены в Красный список Харьковской области (2001). Некоторые из них:
  - Солнцесвет меловой (Helianthemum cretaceum (Rupr.) Juz.),
  - Левкой пахучий (Matthiola fragrans Bunge),
  - Касатик карликовый (Iris pumila L.),
  - Миндаль степной (Amygdalus nana L.),
  - Кермек донецкий (Limonium donetzicum Klock.).
2. 37 видов внесены в Красную книгу Украины (2009 г.). В их числе:
  - Двурядка меловая (Diplotaxis cretacea Kotov),
  - Проломник Козо-Полянского (Androsace koso-poljanskii Ovez.),
  - Ковыль волосатик (Stipa capillata L.),
  - Иссоп меловой (Hyssopus cretaceus Dubjan.),
  - Тонконог Талиева (Koeleria talievii Lavrenko).
3. 6 видов включены в Резолюцию № 6 Бернской Конвенции (1998 г.):
  - Пион тонколистный (Paeonia tenuifolia L.),
  - Прострел раскрытый (Pulsatilla patens (L.) Mill. s.l.),
  - Серпуха зюзниколистная (Serratula lycopifolia (Vill.) A. Kern.),
  - Катран татарский (Crambe tataria Sebeók),
  - Бубенчик лилиелистный (Adenophora lilifolia (L.) A. DC.).
4. 4 вида включены в Приложения к Вашингтонской Конвенции (CITES, 1973 р.): Пион тонколистный

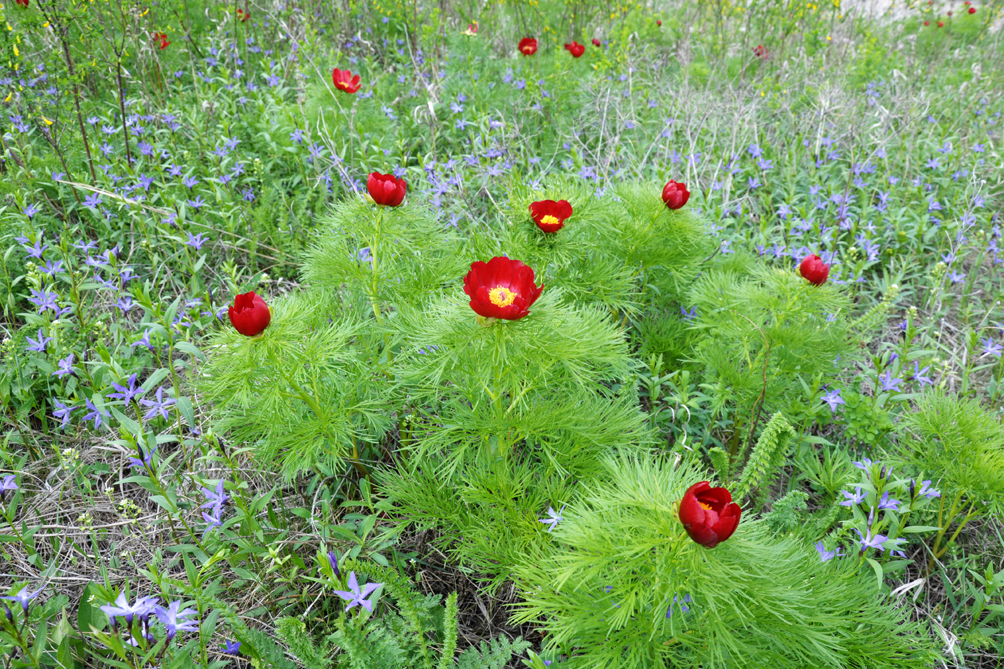
Пион тонколистный

  - Адонис весенний (Adonis vernalis L.),
  - Дремлик чемерицевидный (Epipactis helleborine (L.) Crantz),
  - Ятрышник болотный (Anacamptis palustris Jacq.),
  - Гнездовка настоящая (Neottia nidus-avis (L.) Rich.).
5. 3 вида внесены в Европейский красный список:
  - Катран шершавый (Crambe aspera M. Bieb.).
  - Проломник Козо-Полянского (Androsace koso-poljanskii Ovez.),
  - Полынь беловойлочная (Artemisia hololeuca M. Bieb. ex Besser).

В Красную книгу европейских бриофитов внесён один вид мхов: Weissia levieri.
На территории НПП «Двуречанский» было обнаружено 8 редких видов водорослей, из которых 3 внесены в Красную книгу Украины: батрахоспермум слизистый (Batrachospermum gelatinosum (L.) DC), торея обильноветвистая (Thorea ramosissima Bory), толипелла пролиферирующая (Tolypella prolifera (Ziz. ex A. Braun) Leonhar.).
Из лишайников редкими для Украины являются 13 видов, из них один внесён в Красную книгу Украины: лептогиум Шредера Leptogium schraderi (Bernh.) Nyl.

## Фауна Парка и её ценность
На территории Парка постоянно проводятся исследования по изучению представителей животного мира.
По состоянию на начало 2018 года на территории НПП «Двуречанский» было достоверно выявлено 2448 видов. Среди них 2220 видов беспозвоночных и 228 видов позвоночных животных.

Общее количество видов, которые внесены в охранные списки разного уровня — 270. Ниже приводятся данные и некоторые примеры представителей фауны Парка по разным охранным спискам:

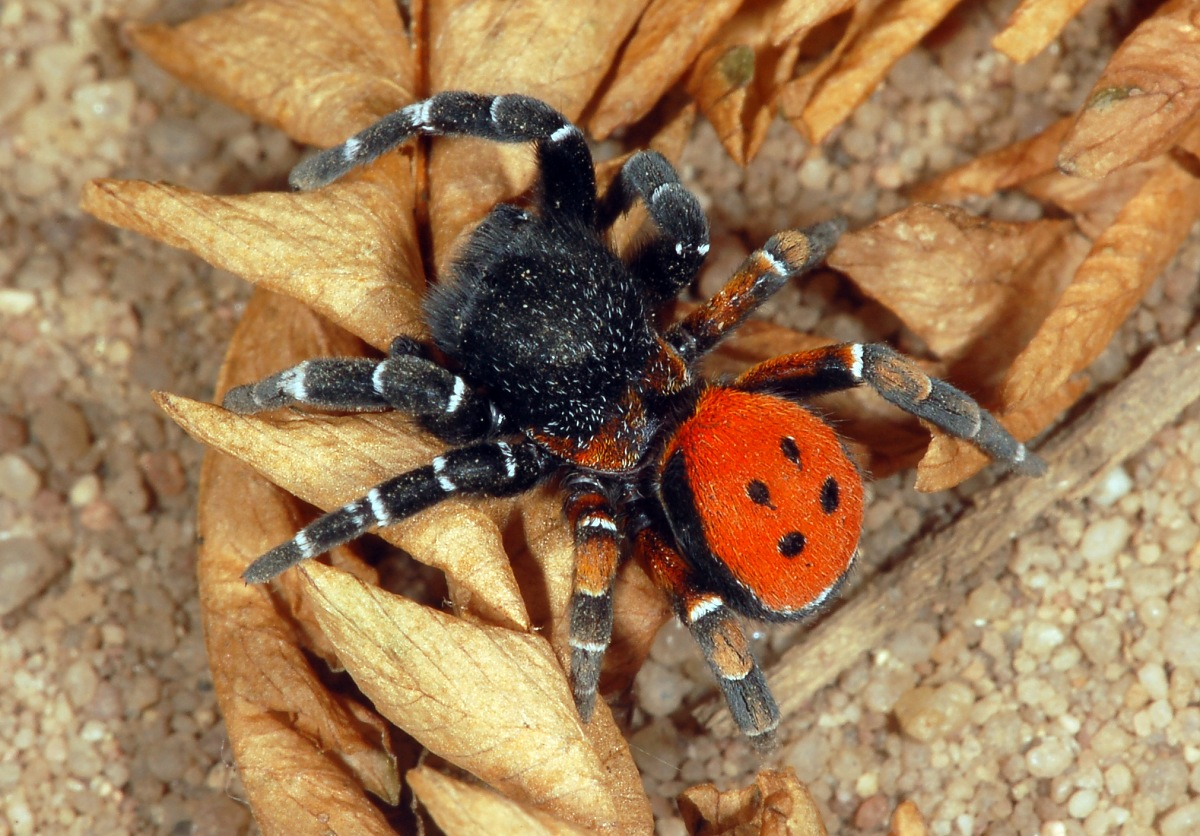
Эрезус чёрный

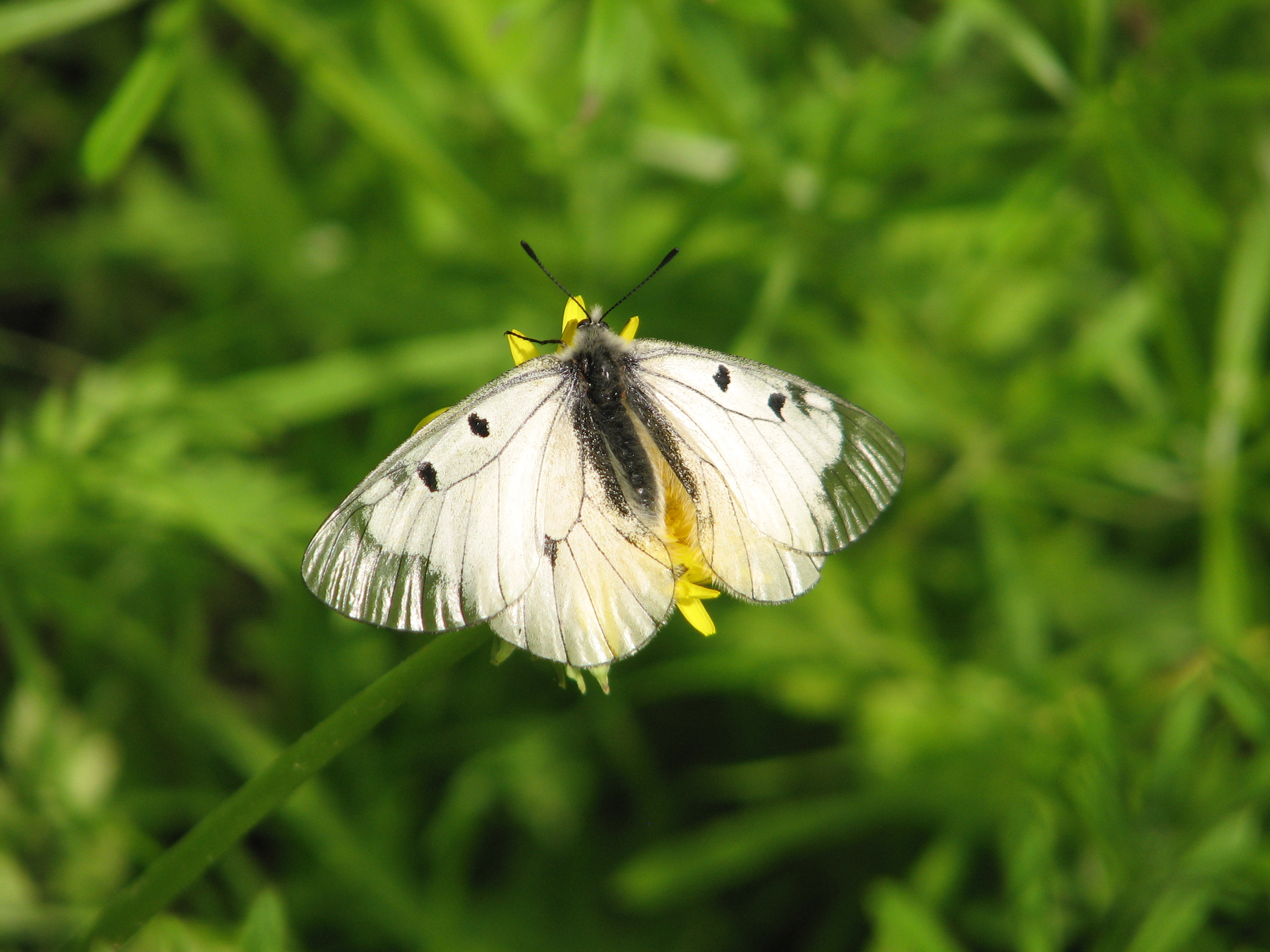
Мнемозина

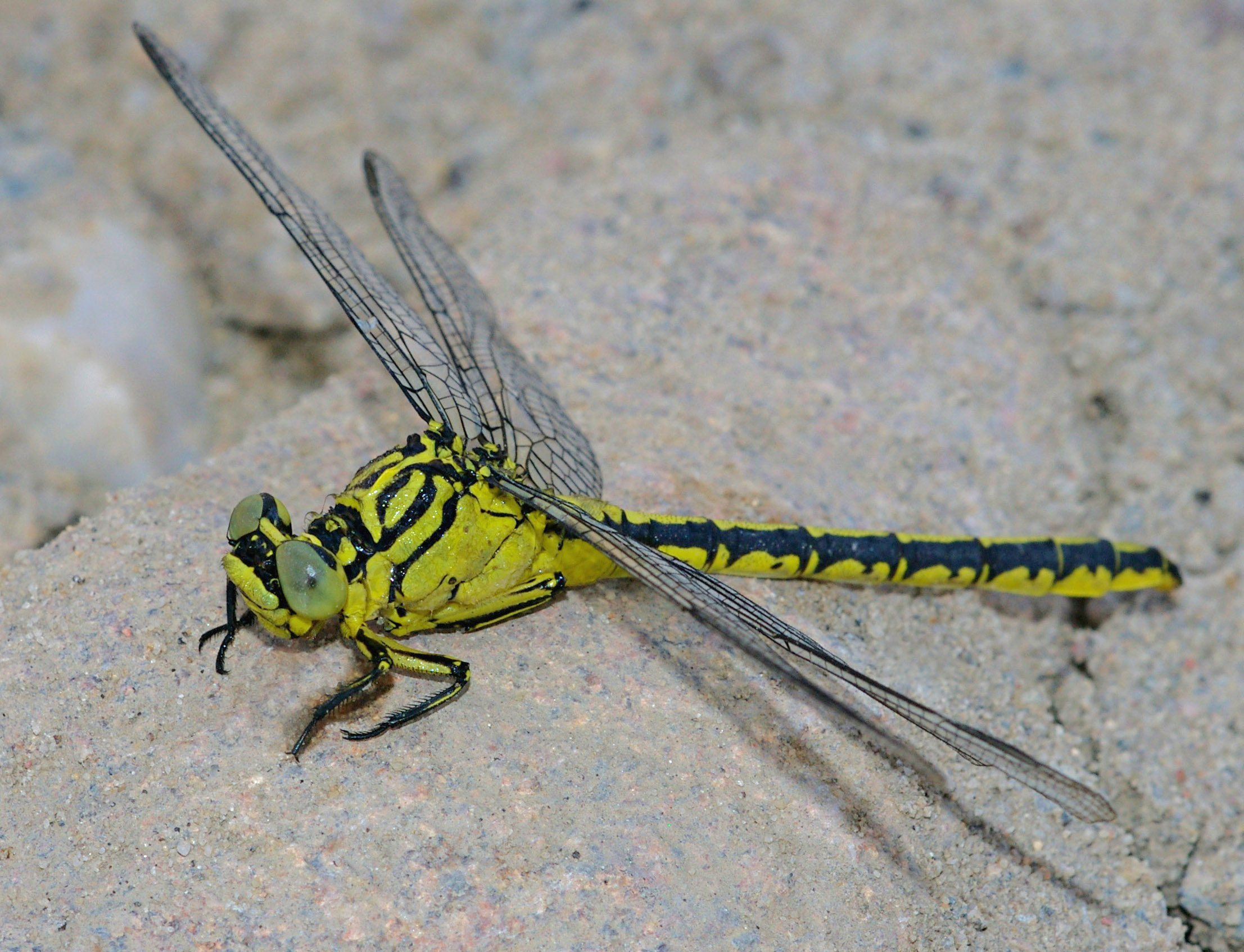
Дедка желтоногий

1. В Красную книгу Харьковской области (2013 г.) внесены 117 видов:
  - моллюски: дерновка тирольская (Vallonia enniensis (Gredler, 1856)),
  - ракообразные: гмелина крошечная (Gmelina pusilla Sars, 1896),
  - паукообразные: эрезус чёрный (Eresus kollari Rossi, 1846),
  - насекомые: подалирий (Iphiclides podalirius Linnaeus,1758),
  - рыбы: синец (Ballerus ballerus (Linnaeus, 1758)),
  - рептилии: разноцветная ящурка (Eremias arguta (Pallas, 1773)),
  - птицы: серый гусь (Anser anser L.),
  - млекопитающие: байбак (Marmota bobak Muller).
2. В Красную книгу Украины (2009 г.) внесены 54 вида:
  - ракообразные: гмелина крошечная (Gmelina pusilla Sars, 1896),
  - насекомые: дозорщик-император (Anax imperator Leach, 1815),
  - миноги: минога украинская (Eudontomyzon mariae (Berg, 1931)),
  - рыбы: елец Данилевского (Leuciscus danilewskii (Kessler, 1877)),
  - рептилии: медянка обыкновенная (Coronella austriaca (Laurenti, 1768)),
  - птицы: скопа (Pandion haliaetus L.),
  - млекопитающие: хорь степной (Mustela eversmanni Lesson).
3. В Дополнения II и III к Бернской конвенции внесены 207 видов:
  - насекомые: мнемозина (Parnassius mnemosyne (Linnaeus, 1758)),
  - миноги: минога украинская (Eudontomyzon mariae (Berg, 1931)),
  - рыбы: горчак обыкновенный (Rhodeus amarus (Bloch, 1782)),
  - земноводные: тритон обыкновенный (Lissotriton vulgaris (Linneaus, 1758)),
  - рептилии: степная гадюка (Vipera renardi Christoph, 1861),
  - птицы: канюк обыкновенный (Buteo buteo L.),
  - млекопитающие: косуля европейская (Capreolus capreolus L.).
4. В Дополнения I и II Боннской конвенции внесен 67 видов:
  - птицы: черный коршун (Milvus migrans (Boddaert)),
  - млекопитающие: ушан бурый (Plecotus auritus L.).
5. В Дополнения к Вашингтонской конвенции (СITES) внесены 26 видов:
  - птицы: орлан-белохвост (Haliaetus albicilla L.),
  - млекопитающие: волк (Canis lupus L.).
6. В Европейский красный список (2011 г.) внесены 24 вида:
  - моллюски: завиток суженный (Vertigo angustior Jeffreys, 1830),
  - насекомые: дедка желтоногий (Gomphus flavipes (Carpentier, 1825)),
  - миноги: минога украинская (Eudontomyzon mariae (Berg, 1931)),
  - рептилии: болотная черепаха (Emys orbicularis (L., 1758)),
  - птицы: огарь (Tadorna ferruginea Pallas 1764),
  - млекопитающие: выдра речная (Lutra lutra L.).

## Сохранение природных сред обитания
На территории НПП «Двуречанский» по состоянию на начало 2018 года насчитывается 18 типов исчезающих природных сред обитания, согласно Резолюции № 4 Постоянного комитета Бернской Конвенции (1996).

## Научное значение
НПП «Двуречанский» имеет уникальное научное значение. На всей территории Украины — это единственное место, где сохранилась первозданная природа меловых отложений. Благодаря относительной отдаленности, антропогенное влияние на местность было минимальным. Представители разных направлений науки заинтересованы проводить исследования в Парке.

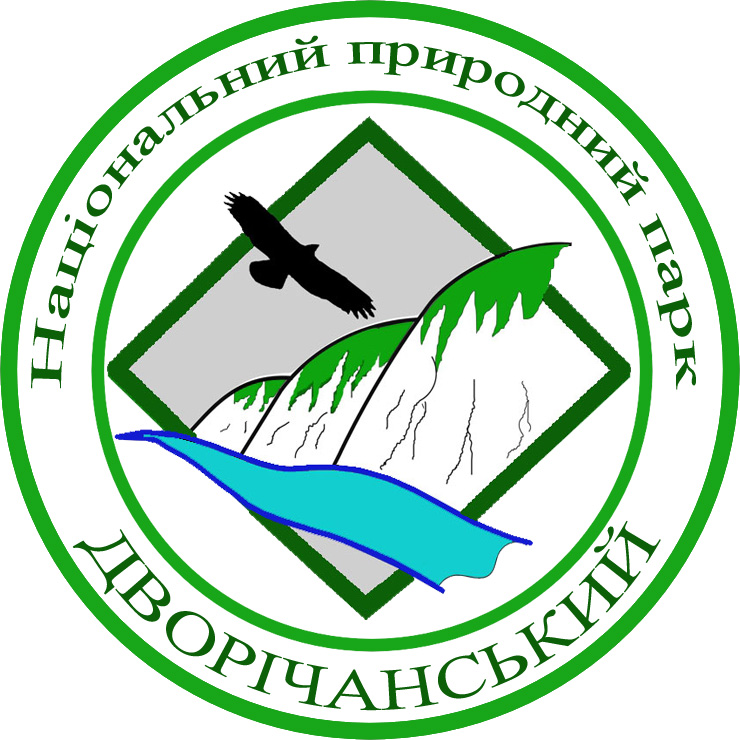
Логотип НПП «Двуречанский».

В геолого-стуктурном отношении территория Парка расположена в пределах Воронежской антеклизы, включая её южный склон. Выходы мелов на территории Парка используются как опорные в ходе геологических работ, а ископаемые остатки головоногих моллюсков помогают определить геологический возраст пород. Писчий мел, как горная порода и палеогеографический объект, отображает морской режим седиментации. Интересны для изучения также и локальные проявления карстовых процессов (карстовые воронки, расширенные тектонические трещины). В целом, территория Парка очень интересна для геологических исследований и геолого-географического краеведения, ведь сохранилась практически в первозданном виде.
Выходы мелов обуславливают также геоботаническую своеобразность территории Парка, которая характеризуется формированием специфических фитоценозов. Эндемическая и реликтовая растительность Парка также представляет интерес для изучения, ведь некоторые представители сохранились только на территории Парка (как, например, проломник Козо-Полянского (Androsace koso-poljanskii Ovez.), внесенный в Красную книгу Украины). Благодаря этому, Парк представляет интерес для изучения и в области энтомологии, так как наличие таких уникальных растений обуславливает существование и уникальных насекомых. (Бабочка голубянка европейская (Agriades pyrenaicus), которая также внесена в Красную книгу Украины, живёт только там, где есть проломник Козо-Полянского, ведь питается только им.) Таким образом, наглядно можно исследовать не только отдельные виды, но и их взаимодействие.
Интересные наблюдения и исследования проводятся в области орнитологии: территория Парка находится на миграционном пути птиц. Учёные имеют возможность наблюдать за редкими для Украины видами.
НПП «Двуречанский» тесно сотрудничает с научными сотрудниками из Харьковского национального университета им. В. Н. Каразина и Харьковского музея природы. Цель такого сотрудничества — изучение флоры, фауны и природных условий, а также инвентаризация биогеоценозов Парка.

## Рекреационное значение
Территория НПП «Двуречанский» имеет большой рекреационный потенциал. Благодаря природно-климатическим особенностям района, около 80 дней в году здесь сохраняются благоприятные условия для отдыха. Можно не только наслаждаться живописными видами, а и оздоравливаться: есть источники с лечебной минеральной водой, по составу хлоридно-натриевой, которая благоприятно влияет на сердечно-сосудистую систему и используется при лечении легочных заболеваний, радикулитов, психоневрологических расстройств. Кроме того, лечебным является и сам воздух, ведь территория Парка расположена на значительном расстоянии от вредного производства. В экологическом плане это — одно из самых чистых мест на Украине.
Разнообразный рельеф создает условия для любого из видов отдыха. Песчаные пляжи и река Оскол для тех, кто любит загорать и купаться; сосновые леса для желающих подышать целебным воздухом, полным эфирных масел; есть специально отведённые места для кемпингов, а значит Вы сможете наслаждаться природой столько, сколько захотите.
Для любознательных и тех, кто хочет узнать про Парк, его флору и фауну более подробно, специально разработаны экологические тропы. На данный момент, их существует две: «Крейдяна стежка» («Меловая тропа») и «Урочище Заломне» («Урочище Заломное»). «Крейдяна стежка» (протяженность тропы составляет 5,2 км) проходит между меловыми отложениями и рекой Оскол. Экскурсанты могут познакомиться сразу с двумя видами биогеоценозов: меловым и речным. Не стоит забывать и про фантастическое сочетание снежно белых гор, изумрудных лугов и синих вод Оскола. «Урочище Заломне» (протяженность — 2,89 км) дает возможность увидеть лесные и степные биогеоценозы. Тропа проходит по старой просеке, но природа здесь сохранила свой «дикий» вид. Этот маршрут будет особо интересен для тех, кто увлекается грибами, ведь здесь встречается большое разнообразие их видов. Также экскурсанты могут попробовать кристально чистой воды из лесного ручья и насладиться пением лесных птиц.
В Парке постоянно ведётся работа в области рекреации. В ближайшем будущем будут оборудованы ещё три пешеходные экотропы, прокладываются маршруты для водных, верховых, лыжных и велопрогулок. Также планируется раскрытие и оздоровительного потенциала территории. На данный момент, существует только один оздоровительный лагерь для детей (от Управления Южной железной дороги), но и он находится в окрестностях Парка. В планах открытие детских летних эколагерей уже на территории, где дети смогут не только оздоровиться и отдохнуть, но и узнать больше про животный и растительный мир, научиться сосуществовать в гармонии с природой.

Фотографии Парка
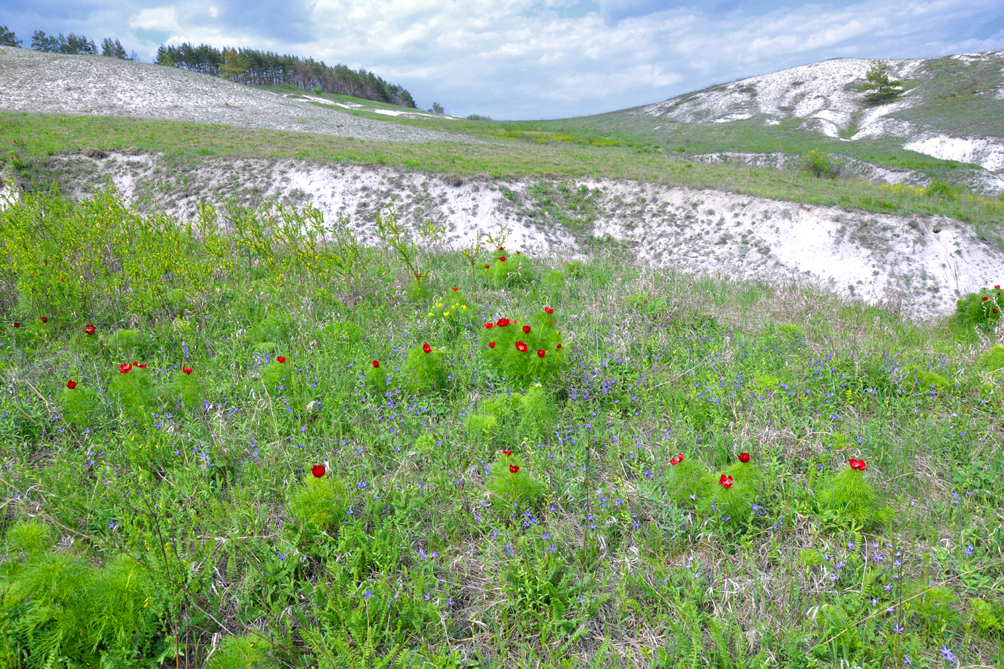
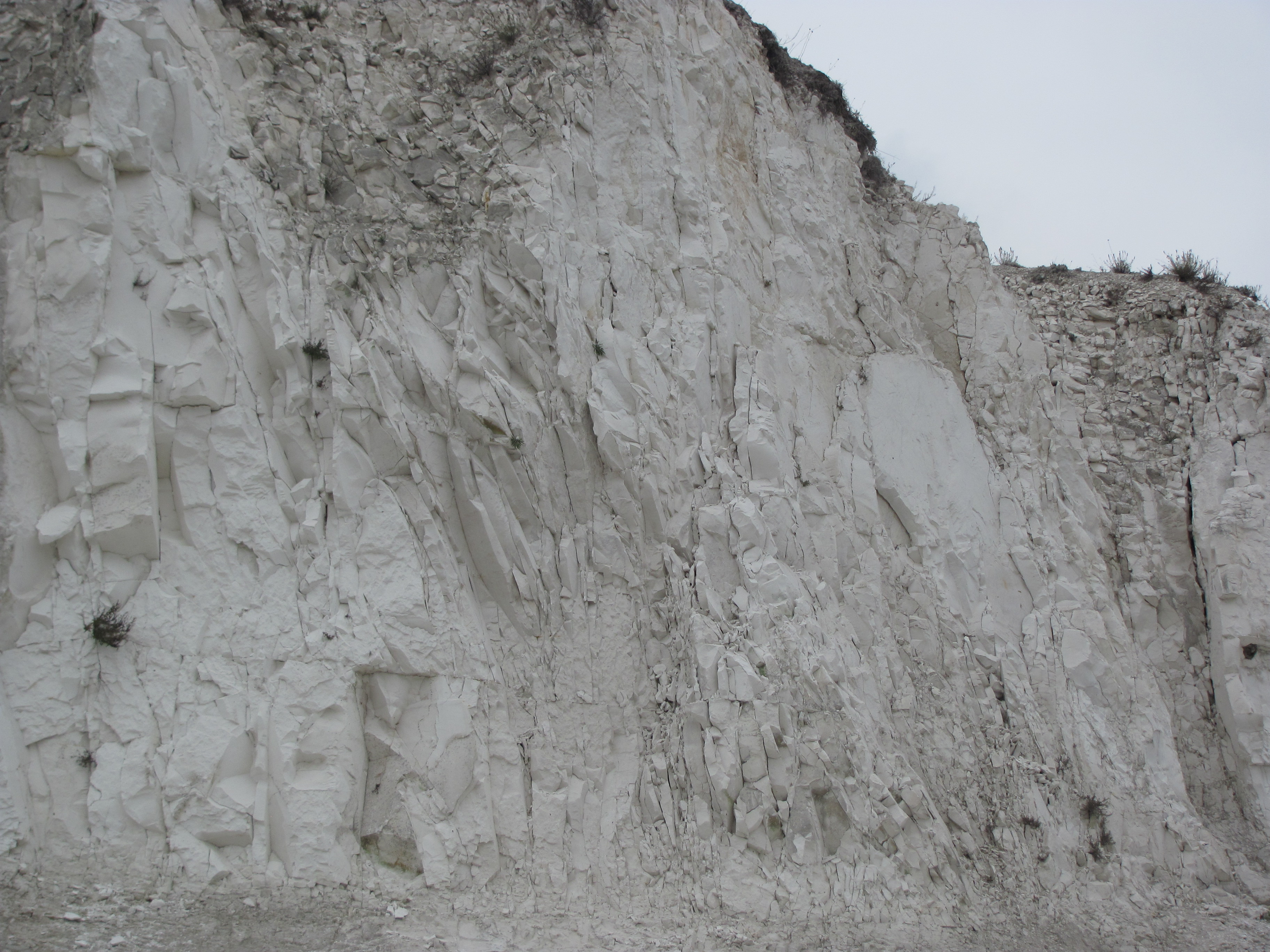
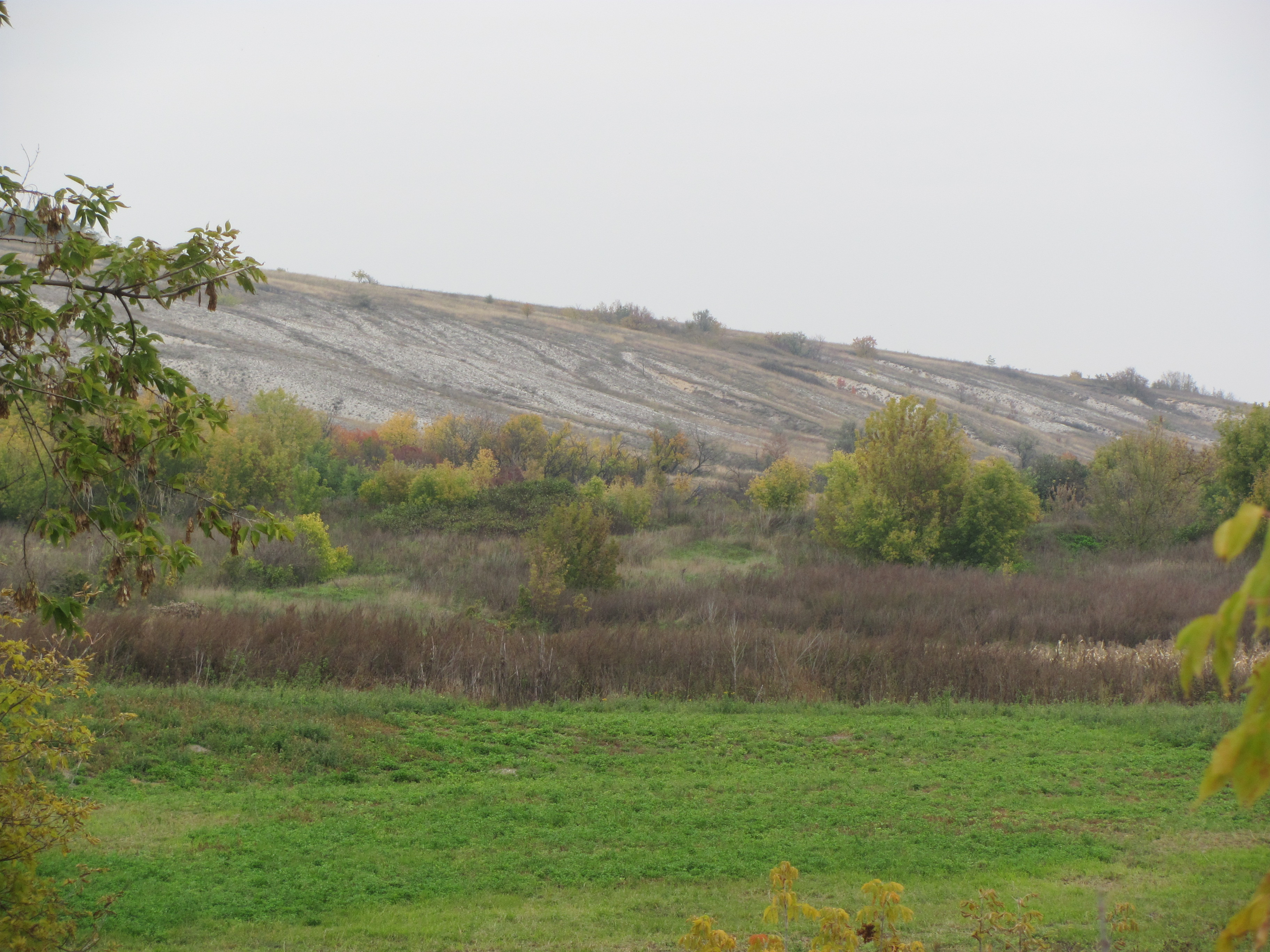
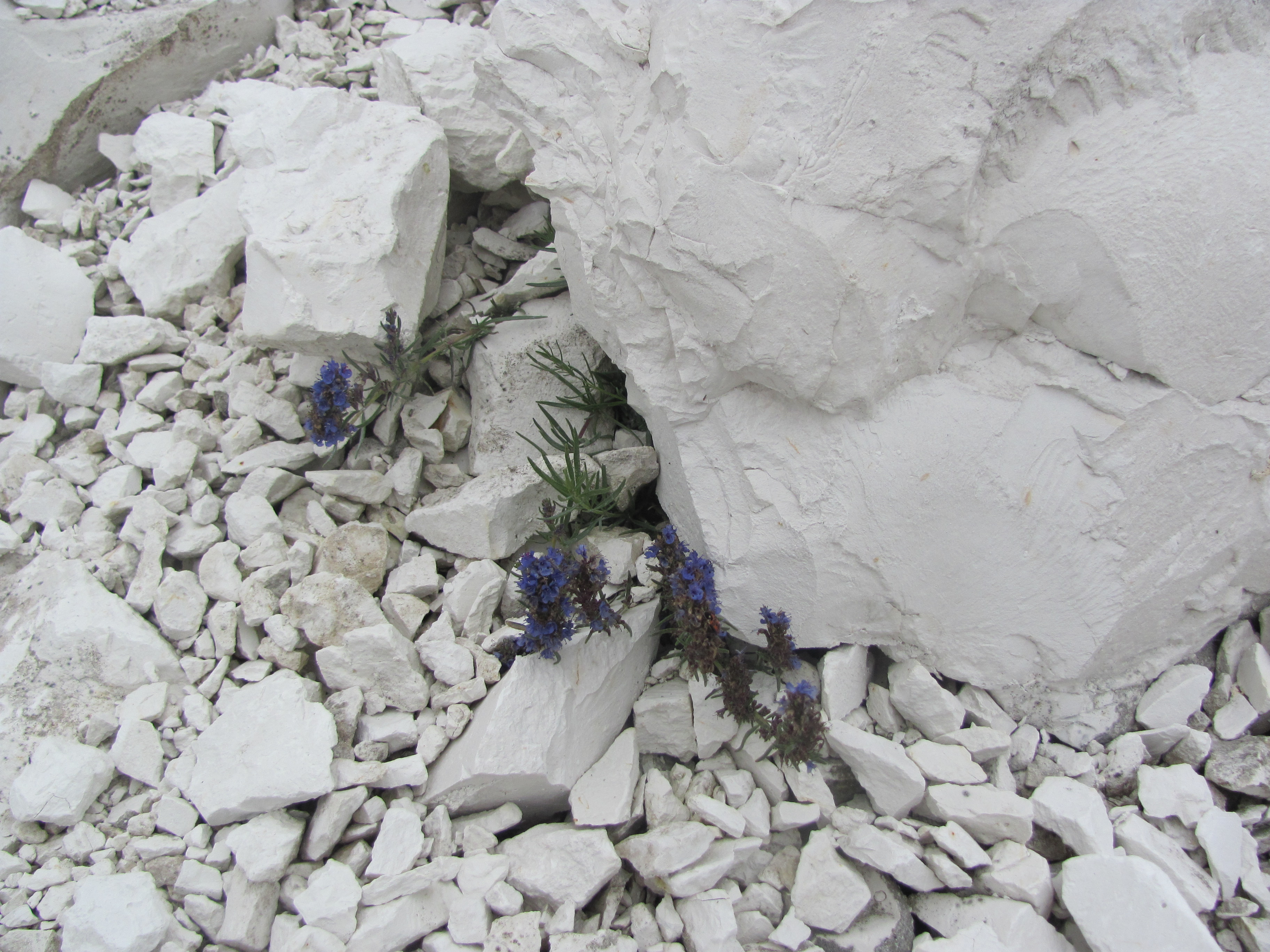
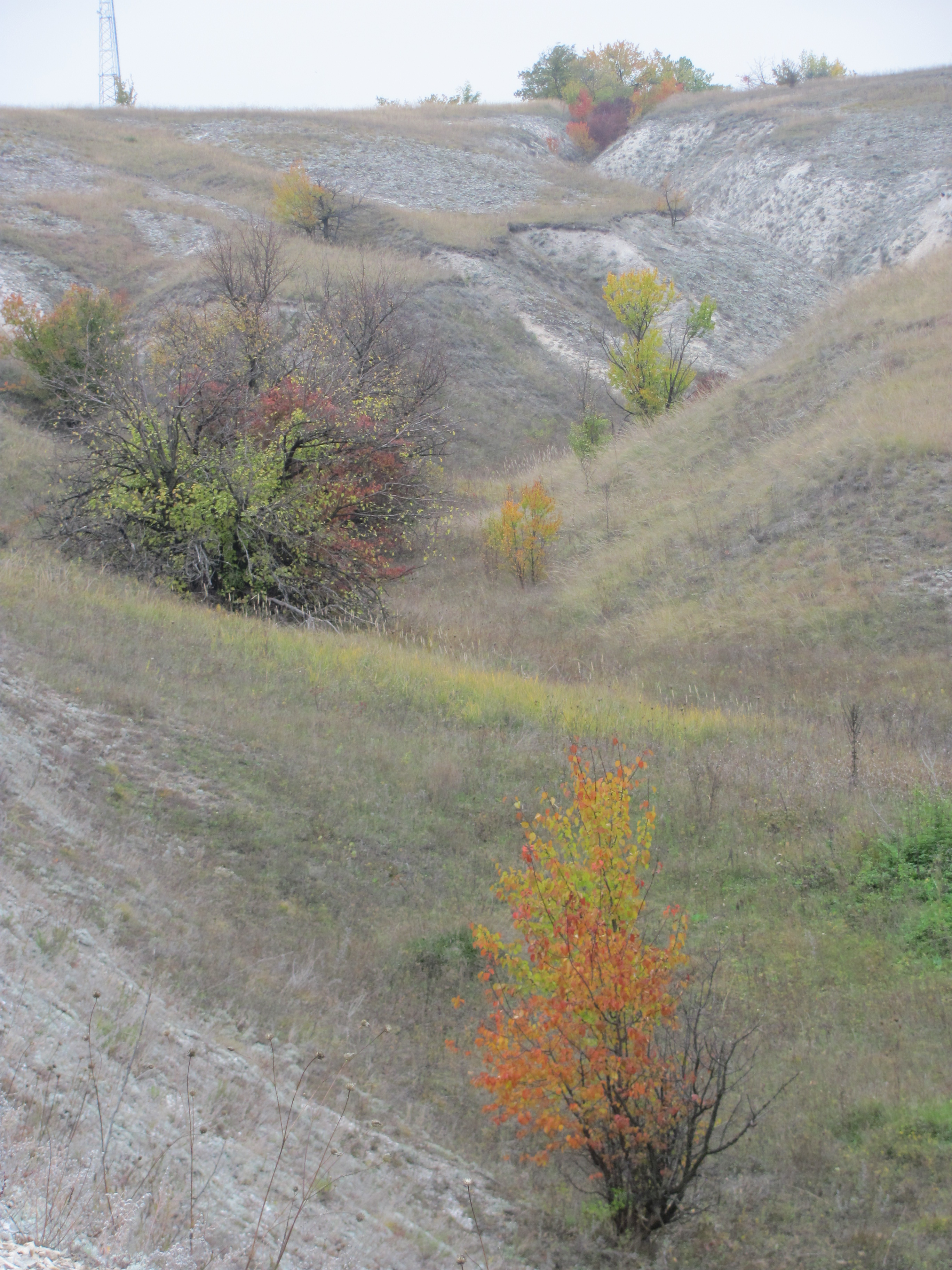
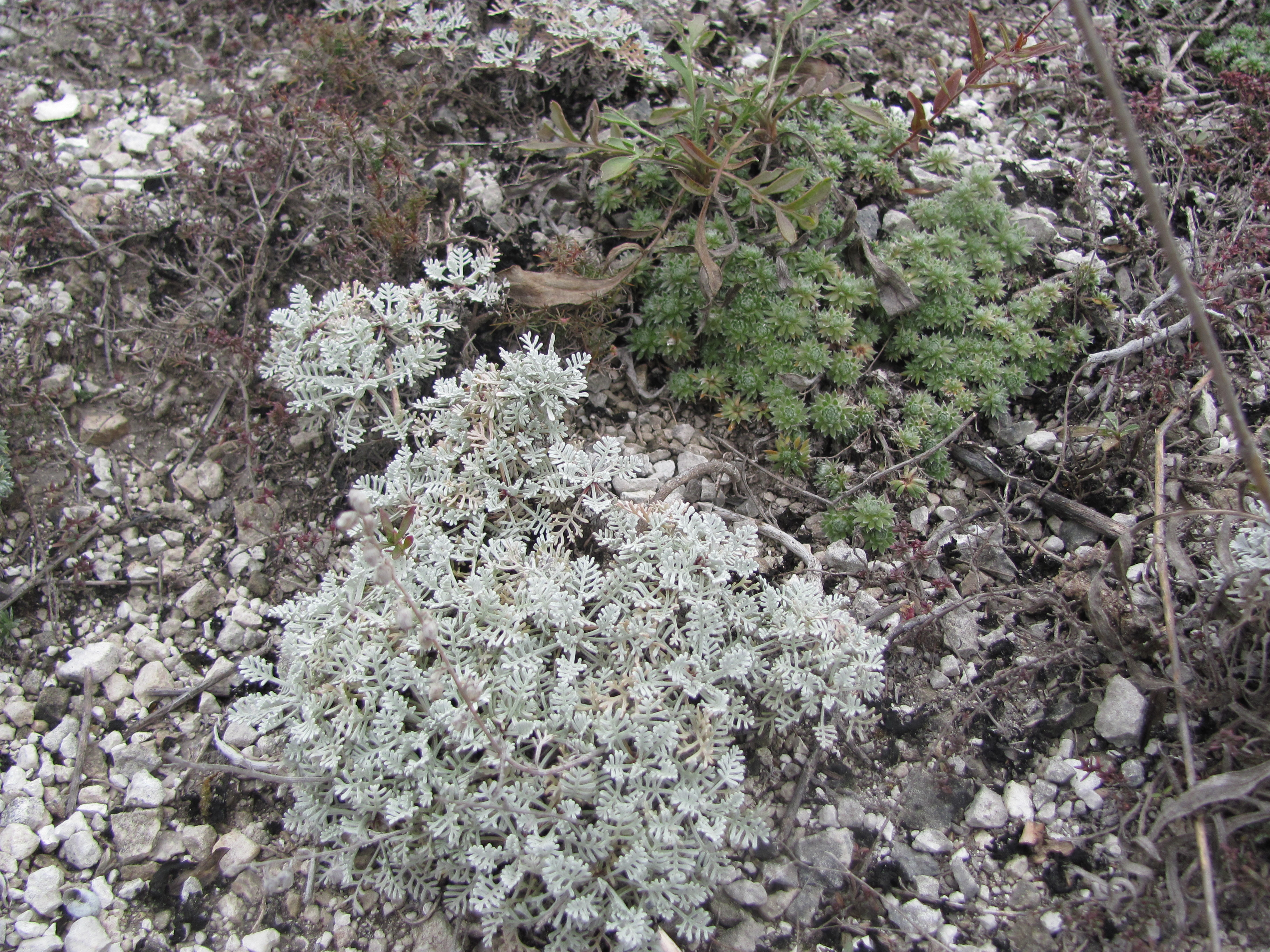